# St. Michael (Weingarten, Pfalz)
Die römisch-katholische Filialkirche St. Michael steht in Weingarten (Pfalz) (Verbandsgemeinde Lingenfeld) im Kreis Germersheim (Rheinland-Pfalz). Sie gehört zur Pfarrei Bellheim und damit zum Dekanat Germersheim im Bistum Speyer. Sie ist dem Patrozinium des Erzengels Michael unterstellt. 

## Beschreibung und Geschichte

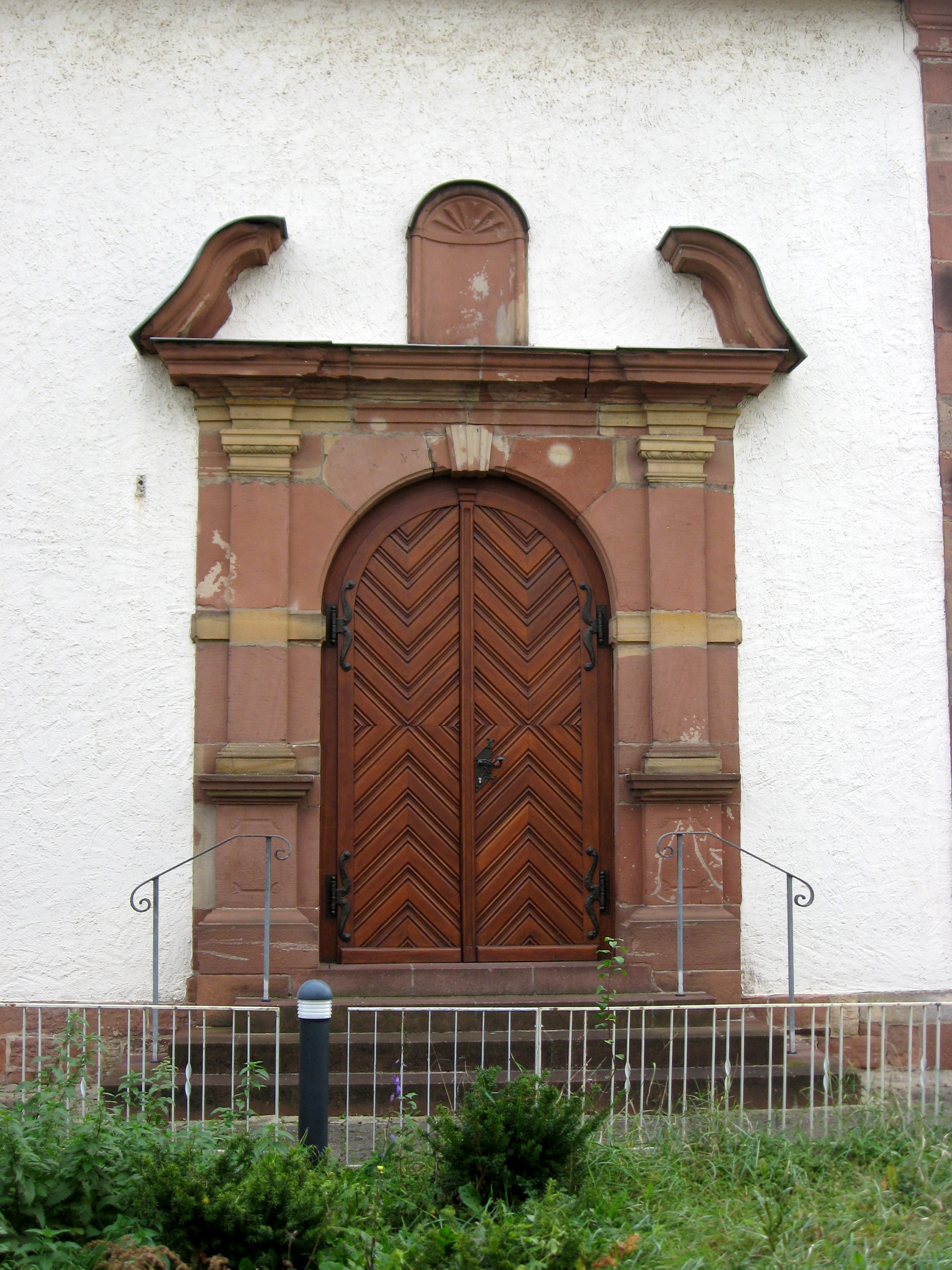
Blick auf das historische Kirchenportal (denkmalgeschützte Spolie)

### Heutiger Kirchenbau
Der heutige Kirchenbau wurde zu Beginn der 1950er Jahre im modernen Stil der Nachkriegszeit mit Chorturm errichtet und ist entsprechend schlicht gehalten. Um das Jahr 2000 wurde der Innenraum der Kirche durch den Eichstätter Bildhauer Rupert Fieger neugestaltet. Von der historischen Ausstattung der Kirche sind noch eine Reihe von Messgewändern, zwei Assistenzfiguren des Seitenaltars sowie vier Kerzenständer aus dem 19. Jahrhundert erhalten.

### Vorgängerbauten
Der Vorgängerbau stammt aus der Mitte des 18. Jahrhunderts, er verfügte über eine reichhaltige Innenausstattung mit Elementen des Barock und des Rokoko. Kurz vor Ende des Zweiten Weltkriegs wurde er im Jahr 1945 fast vollständig zerstört. Lediglich das Kirchenportal und einige Steine blieb erhalten und konnte für den Bau der heutigen Kirche verwendet werden. Das Portal stammt wohl aus dem Jahr 1746 und ist als Spolie denkmalgeschützt.

## Orgel
Die heutige Orgel wurde ursprünglich 1877 von Heinrich Voit & Söhne für die Pfarrkirche St. Mauritius in Rülzheim gebaut. Sie hat 30 Register auf zwei Manualen und Pedal. 1930 wurde die vorher mechanische Orgel von Franz Kämmerer mit pneumatischen Trakturen umgebaut. Nachdem man sie in Rülzheim im Jahr 1955 ersetzte, wurde sie an die St.-Michaels-Kirche verkauft und von Hugo Wehr neu wiederaufgebaut. Nach den neobarocken Vorstellungen der Orgelbewegung wurde die Disposition überarbeitet und das Gehäuse ersetzt. Wie üblich wurden v. a. Grundstimmen zugunsten hoher Aliquotregister und Mixturen entfernt. In den folgenden Jahren wurde zusätzlich die Klarinette ersetzt und ein Kornett eingebaut. Im Jahr 2001 fanden Reinigungsarbeiten an der Orgel statt.
Heute hat sie folgende Disposition:
| I Hauptwerk C–g3 |        |
| Prinzipal        | 8′     |
| Flöte            | 8′     |
| Gemshorn         | 8′     |
| Gamba            | 8′     |
| Oktav            | 4′     |
| Traversflöte     | 4′     |
| Nasard           | 2 ⁄3′  |
| Oktav            | 2′     |
| Terz             | 1 3⁄5′ |
| Kornett III–V    | 8′     |
| Mixtur IV–V      | 1 ⁄3′  |
| Trompete         | 8′     |

| II Schwellwerk C–g3 |       |
| Pommer              | 16′   |
| Gedackt             | 8′    |
| Salizional          | 8′    |
| Prinzipal           | 4′    |
| Rohrflöte           | 4′    |
| Nachthorn           | 2′    |
| Salizet             | 2′    |
| Quinte              | 1 ⁄3′ |
| Sifflöte            | 1′    |
| Zymbel III          |       |
| Krummhorn           | 8′    |

| Pedal C–f1     |     |
| Prinzipal      | 16′ |
| Subbass        | 16′ |
| Zartbass (Tr.) | 16′ |
| Oktavbass      | 8′  |
| Choralbass     | 4′  |
| Pommer         | 2′  |
| Posaune        | 16′ |

Die Spiel- und Registertraktur sind pneumatisch. Bei den Windladen handelt es sich um Kegelladen. 
- Koppeln:
  - Normalkoppeln: II/I, I/P, II/P
  - Superoktavkoppel: I/I
  - Suboktavkoppel: II/I

Ursprünglich hatte sie diese Disposition:
| I Manual (Hauptwerk) C–g3 |       |
| Bourdon                   | 16′   |
| Prinzipal                 | 8′    |
| Flauto Major              | 8′    |
| Gemshorn                  | 8′    |
| Viola di Gamba            | 8′    |
| Dolce                     | 8′    |
| Blockflöte                | 8′    |
| Oktave                    | 4′    |
| Rohrflöte 4'              | 4′    |
| Oktave                    | 2′    |
| Mixtur IV                 | 2 ⁄3′ |
| Trompete                  | 8′    |

| II Manual (Schwellwerk) C–g3 |       |
| Stillgedackt                 | 16′   |
| Geigenprinzipal              | 8′    |
| Lieblich Gedackt             | 8′    |
| Salicional                   | 8′    |
| Konzertflöte                 | 8′    |
| Aeoline                      | 8′    |
| Vox Cölestis                 | 8′    |
| Traversflöte                 | 4′    |
| Fugara                       | 4′    |
| Cornettino III               | 2 ⁄3′ |
| Clarinette                   | 8′    |

| Pedal C–f1     |     |
| Prinzipal      | 16′ |
| Subbass        | 16′ |
| Violon         | 16′ |
| Zartbass (Tr.) | 16′ |
| Oktavbass      | 8′  |
| Cellobass      | 8′  |
| Posaune        | 16′ |

- Koppeln:
  - Normalkoppeln: II/I, I/P, II/P
  - Superoktavkoppel: II/I
  - Suboktavkoppel: II/I

- Spielhilfen: Freie Kombination, Crescendo-Walze, Automatisches Pianopedal